# Přáslavice (Karlovice)
Přáslavice je zaniklá ves v okrese Semily. Nacházela se na katastru dnešních obcí Sedmihorky a Karlovice v okolí dodnes zachovaného kostela svatého Jiří. Obec je prvně připomínána roku 1278, v 15. století však obec zaniká. Nejprve patřila obec Valdštejnům a poté Smiřickým ze Smiřic vázající se k hradu Valdštejn a později k panství Hrubá Skála.
Dnešními pozůstatky obce jsou chalupy a chaty na březích Radvánovického potoka, škola a kostel svatého Jiří, jehož dnešní podoba pochází ze 14. století.